# Cheaper by the Dozen (2003)
Cheaper by the Dozen (Brasil: Doze É Demais / Portugal: À Dúzia É Mais Barato) é um filme estadunidense de 2003, do gênero comédia, dirigido por Shawn Levy.
O roteiro do filme é baseado no livro de Frank B. Gilbreth Jr. e Ernestine Gilbreth Carey, que conta a história da família Baker, que poderia ser considerada uma família anormal, não fosse um detalhe bastante significativo: Tom e Kate, os pais, tiveram doze filhos, sete homens e cinco mulheres.

## Sinopse
Tom (Steve Martin) e Kate Baker (Bonnie Hunt) se conheceram na época da universidade. Ele sonhava em ser técnico de futebol americano e ela queria ser repórter esportiva, mas ambos tinham uma rara ambição em comum: queriam ter 8 filhos.
Após se casarem,  os filhos começaram a vir, mas enquanto a família crescia eles se afastavam das suas metas profissionais. Quando iam ter o 8º filho, a natureza lhes pregou uma peça, dando gêmeos para Tom e Kate. Após uma festa na qual beberam demais, se descuidaram e veio o 10º filho. Então Tom fez uma vasectomia, mas não prestou atenção no aviso do médico, dizendo que ele ainda seria fértil por alguns meses. O resultado disto foram gêmeos novamente. Nesta altura os Baker já tinham aprendido a conviver com o caos, mas quando Tom recebe uma proposta irrecusável para dirigir os Stallions, um time da 1ª divisão em uma outra cidade, isto afeta seus filhos, pois a vida deles também seria alterada. Para tumultuar ainda mais a vida da família, o livro escrito por Kate basendo-se nos 12 filhos seria publicado, mas ela teria de ir a Nova York por dois dias. Tom diz que não tem problema, pois cuidaria de tudo, mas a situação era mais complicada, pois em NY, Kate fica sabendo que terá de ficar mais 15 dias fora de casa para promover o livro e que, caso contrário, o livro não seria editado. Tom insiste em dizer que está tudo bem e que ele tem todo o controle da situação, mas na verdade a casa está um caos, pois Tom dirigia dois times ao mesmo tempo e um deles era a sua família.

## Elenco

### Os Baker
- Steve Martin - Tom Baker (Protagonista, pai da família e Marido de Kate)
- Bonnie Hunt - Kate Baker (Mãe da Família e mulher de Tom)
- Piper Perabo - Nora Baker (A filha mais velha, age como adulta e possui um noivo)
- Tom Welling - Charlie Baker (O filho homem mais velho, que quer seguir seu próprio destino)
- Hilary Duff - Lorraine Baker (A filha patricinha e vaidosa, que adora moda)
- Kevin G. Schmidt - Henry Baker (adora o irmão mais velho Charlie)
- Alyson Stoner - Sarah Baker (A sonhadora, é briguenta principalmente com Lorraine)
- Jacob Smith - Jake Baker (Gosta de skate)
- Forrest Landis - Mark "Fedex" Baker (O "diferente" da família, ninguém o entende)
- Liliana Mumy - Jessica Baker (gêmea de Kim, muito inteligente e meiga)
- Morgan York - Kim Baker (gêmea de Jessica, a menina mais doce e carinhosa da familia)
- Blake Woodruff - Mike Baker (o mais travesso e radical dos filhos)
- Brent Kinsman - Nigel Baker (Gêmeo de Kyle, ambos são os caçulas)
- Shane Kinsman - Kyle Baker (Gêmeo de Nigel, ambos são os caçulas)

### Outros
- Ashton Kutcher - Hank (não-creditado)
- Steven Anthony Lawrence - Dylan Shenk
- Paula Marshall e Alan Ruck - Tina e Bill Shenk
- Richard Jenkins - Shake McGuire
- Jared Padalecki - Bully
- Tiffany Dupont - Beth
- Cody Linley - Quinn
- Joel McCrary - Gil
- Wayne Knight - Eletricista (não-creditado)
- Regis Philbin - Ele mesmo
- Kelly Ripa - Ela mesma

## Recepção
Cheaper by the Dozen teve recepção mista por parte da crítica especializada. Alcançou uma pontuação de 46 em 100 no Metacritic, em base de 30 avaliações profissionais.

## Trilha sonora
| N.º | Título                              | Cantor(a)       | Duração |  |
| 1.  | "I'm Just a Kid"                    | Simple Plan     | 1:24    |  |
| 2.  | "Help!"                             | The Beatles     | 1:12    |  |
| 3.  | "In Too Deep"                       | Sum 41          | 2:46    |  |
| 4.  | "What Christmas Should Be"          | Hilary Duff     | 3:10    |  |
| 5.  | "Life Is a Highway"                 | Tom Cochrane    | 4:26    |  |
| 6.  | "These Are Days"                    | 10,000 Maniacs  | 3:39    |  |
| 7.  | "Rockin' Robin"                     | Michael Jackson | 2:33    |  |
| 8.  | "Rockin' Around the Christmas Tree" | Brenda Lee      | 2:06    |  |

Outras composições usadas no filme são "Classical Gas" de Mason Williams e "O Fortuna" de Carl Orff, entre outros.